# Macarena Abente Gaydou
Macarena Abente Gaydou (24. prosinca 1985.) je argentinska hokejašica na travi. Igra u veznom redu.
Svojim igrama je stekla mjesto u argentinskoj izabranoj vrsti.
Po stanju od 3. studenoga 2009., igra za klub Club Buenos Aires Cricket and Rugby Club (kraticom B.A.C.R.C.).

## Sudjelovanja na velikim natjecanjima
- 2009.: Panamerički kup u Hamiltonu, zlato